# Sojuz T-3
Sojuz T-3 byla kosmická loď SSSR z roku 1980 novějšího typu, se kterou letěla tříčlenná posádka na sovětskou orbitální stanici Saljut 6. Podle katalogu COSPAR dostal Sojuz dodatečně označení 1980-94A. Byl to 75. registrovaný let kosmické lodě s lidmi na palubě ze Země. Jejím volacím znakem byl MAJAK.

## Posádka
Trojčlennou posádku tvořili tito kosmonauti:
- Leonid Kizim, velitel, Ukrajinec, 39 roků, první let do kosmu
- Oleg Makarov, palubní inženýr, Rus, 47 roků, třetí let
- Gennadij Strekalov, specialista, Rus, 40 roků, letěl poprvé

## Průběh letu
Hlavním úkolem letu bylo nový druh dopravní lodě důkladně vyzkoušet. A také provést některé potřebné opravy na stanici, která za sebou měla přes tři roky provozu ve vesmíru.

### Start
Loď odstartovala 27. listopadu 1980 odpoledne SEČ z kosmodromu Bajkonur s pomocí rakety Sojuz U. Start se vydařil, loď se dostala na orbitu 255 – 260 km s pediodou oběhu kolem planety za 89 minut. Bez problémů fungoval i zapnutý systém automatického přibližování, oproti Sojuzu T-2 byl ponechán v činnosti až do úplného (automatického) připojení ke stanici.

### Práce na stanici
V době svého příletu byla u zadního uzlu stále připojena nákladní loď Progress 11, předchozí stálá posádka již před měsícem odletěla v Sojuzu 37. Kosmonauti ze Sojuzu T-3 nejdříve vyložili náklad ze zásobovací lodě, pak se věnovali opravám celé řady systémů stanice, které měly za sebou termín plánované životnosti. Vyměnili řadu konstrukčních prvků (např. potrubí, čerpadla). Mimo tyto údržbářské činnosti se věnovali i vědeckým experimentům (např. Gologramma). Poté s pomocí motoru své lodi celý komplex zdvihli na vyšší oběžnou dráhu (290–370 km, 91 minut). Vlivem zemské přitažlivosti totiž klesal denně o sto metrů. Dne 9. 12. 1980 se oddělil nepotřebný Progress 11 a později v atmosféře zanikl.

### Odlet domů

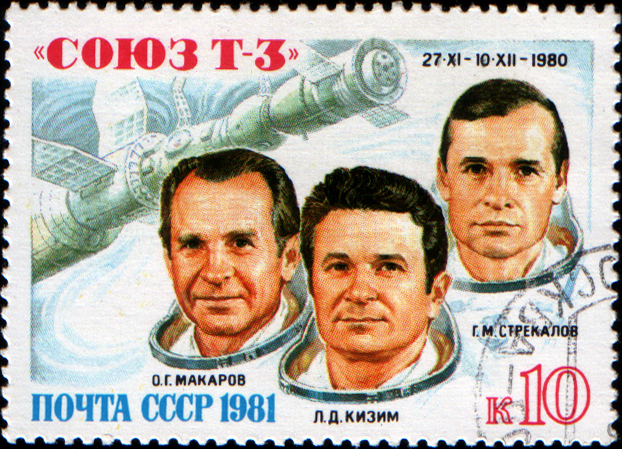
Známka vydaná v SSSR k letu Sojuz T-3, zleva: Oleg Makarov, Leonid Kizim, Gennady Strekalov

Den po oddělení nákladní lodi celá trojice nastoupila ráno do své lodě a od stanice se odpoutala. Od lodi se odpojila již nepotřebná orbitální sekce (později zanikla v atmosféře) a po dvou hodinách začala sestupovat k Zemi kabina s posádkou. S pomocí padákového systému i motorů přistála dne 10. prosince 1980 asi 130 km od Džeskazganu na území Kazachstánu. Ve vesmíru trojice kosmonautů strávila 12 dní.
Stanice Saljut 6 zůstala na oběžné dráze Země bez posádky. Pátá základní posádka přiletěla v Sojuzu T-4 až v březnu 1981.

## Konstrukce Sojuzu
Oproti předchozímu typu Sojuzu byl nový sice vnějšími rozměry i tvarem stejný, ale vnitřek byl změněn. Díky vývoji mikroelektroniky byly instalovány nové typy počítačů i obrazovek, zmodernizovány byl i jejich programy (orientace, stabilizace, manévrovací schopnosti). Byl dodán nový typ lehčích nádrží na pohonné hmoty. Snížení váhy pak umožnilo namontovat třetí křeslo kosmonauta. Byly instalovány také sluneční baterie. Hmotnost lodě byla 6850 kg.
Délka lodě byla 698 cm, průměr 272 cm. Sestavena byla ze tří částí: SA – návratový modul,
BO – obytná sekce a PAO – přístrojová sekce. I tento typ lodě byl vybaven brzdícími motory a padákovým systémem.